# HERMIT COMPLEX
『HERMIT COMPLEX』（ハーミット・コンプレックス）は、UP-BEATの3枚目のオリジナル・アルバム。
1988年10月21日にビクターインビテーションから発売。
2008年8月20日には、紙ジャケ復刻で再発売された。

## 解説
前作『inner ocean』よりおよそ1年ぶりとなるアルバム。これまで、1986年11月に1stアルバム『IMAGE』、1987年9月に2ndアルバム『inner ocean』と比較的、短時間で作品リリースを重ねてきたが、今作は1988年3月14日から、間にツアー「To The Lasting Blind Tour」を挟みながら、同年8月31日までの延べ55日間、時間にして600時間と、じっくりと期間をかけて制作された。
ブックレットには、音楽ライターの市川清師によるライナーノーツが掲載されており、執筆に当たって、レコーディングを最初の段階から取材していた。市川は本作に関して、「完全なコンセプト・アルバムであり、そこには一つの世界観が提示されている」と評価している。また、GLAYのTAKUROは、本作のライナーノーツを読んで、「メジャーデビューしたら市川清師に解説を書いてもらいたい。」と思い、1stアルバム『SPEED POP』のライナーノーツを市川に書いてもらったと言う逸話がある。
オリコンでは、最高7位および初のトップ10入りを記録しており（前作『inner ocean』は最高26位）UP-BEATのアルバムの中で最もヒットしたアルバム。

## 収録曲
| 全編曲: 佐久間正英・UP-BEAT。 |                                       |                    |                      | |      |
| #                             | タイトル                              | 作詞               | 作曲                 | 備考 | 時間 |
| 1.                            | 「Dear Venus」                        | 広石武彦・柳川英巳 | 広石武彦             | 7枚目のシングル | 3:41 |
| 2.                            | 「HERMIT COMPLEX 〜世捨て人の憂鬱〜」 | 広石武彦・柳川英巳 | 広石武彦・水江慎一郎 | | 4:37 |
| 3.                            | 「Dried Flower」                      | 広石武彦・柳川英巳 | 岩永凡・広石武彦     | | 4:23 |
| 4.                            | 「Glass Jewelry」                     | 広石武彦・柳川英巳 | 広石武彦             | | 3:18 |
| 5.                            | 「What Am I? 〜勝手な話〜」           | 広石武彦・柳川英巳 | 広石武彦             | 7枚目のシングル「Dear Venus」のカップリング曲。歌詞に本作の前に発売されたシングル『NO SIDE ACTION』や本作にも収録されている先行シングル『Blind Age』と同じフレーズが登場する。 | 4:24 |
| 6.                            | 「Mode Insane」                       | 広石武彦・柳川英巳 | 岩永凡・広石武彦     | | 4:13 |
| 7.                            | 「Brother Hopeの為に」                | 広石武彦・柳川英巳 | 広石武彦             | | 4:00 |
| 8.                            | 「Two Alone」                         | 広石武彦・柳川英巳 | 広石武彦・水江慎一郎 | | 3:28 |
| 9.                            | 「Blind Age 〜Full Version〜」        | 広石武彦・柳川英巳 | 広石武彦             | 6枚目のシングル | 5:07 |
| 10.                           | 「Around The Roulette」               | 広石武彦・柳川英巳 | 広石武彦             | | 4:20 |